# 증평 사곡리 우물
증평 사곡리 우물(曾坪 射谷里 井)은 충청북도 증평군 증평읍 사곡리에 있는 우물이다. 2008년 8월 1일 충청북도의 기념물 제143호로 지정되었다.

## 개요
증평 사곡리 우물이 있는 사청마을은 낮은 구릉지역에 자리한 마을로 증평시내에서 동쪽방향 약 2km 지점에 있는 증평읍 사곡2리 마을이다.
산자락에 북향으로 자리한 마을은 행주형으로 마을안길은 입구에서 마을 끝까지 1자로 나 있으며 우물은 마을 가운데에 있다.
이 우물은 마을의 공동우물로 마을의 역사와 함께하고 있는 오래된 우물로써 일반 우물의 1.5배정도가 될 정도로 우물이 크다.
우물 맨 밑에 아름드리 굽은 버드나무 4토막으로 6각형의 틀을 설치하고 그 위에 석축을 쌓아 올렸다. 바닥은 반석이며 버드나무 사이로 큰 물구멍이 3개가 있다. 수백 년이 지난 지금도 버드나무는 썩지 않았지만 손으로 누르면 약간 들어갈 정도로 무르다.
돌을 쌓은 방식은 돌의 이가 맞물리는 자연석과 깬 돌을 사용한 바른 층 쌓기이며 수심은 2.8m～3.0m로 사계절 가뭄이나 장마철에 관계없이 일정수위를 유지하며 겨울에는 물이 따뜻하고 여름에는 물이 찬 것이 특징이다.
우물은 마을회관을 지나 길가 오른쪽에 있는데 우물 왼쪽에 전설을 소재로 한 말세를 알리는 우물 유래비가 있고, 오른쪽에는 부모에 대한 도리를 다하라는 계훈비가 있다.
증평 사곡리 우물은 1456년경 노승이 10리 밖에서 길어온 물을 얻어 마시고 감사의 뜻으로 우물터를 찾아주고는 세 번 넘치면 말세가 오니 그때는 이 마을을 떠나라고 하였다하여 「말세우물」이라고 부르고 있다.
조성연대는 1456년으로 추정하고 있다.
1947년 4월 우물 석축 일부를 부분 보수하였으며, 1979년 지붕을 설치 상수도로 사용하였으나 잦은 사고로 원상 복구하였다.
1996년 5월 목재 귀틀난간을 대리석귀틀난간으로 교체하고 2007년 7월 상층부 우물석축을 바른 층 쌓기로 보수하고 난간은 방부목 귀틀로 원형대로 복원하였다.
이 우물은 마을 지명과 연관이 있고 지형상으로 지하수가 용출되기에 적합한 곳에 위치하여 마을의 역사(1456년)와 함께 있어 왔을 것으로 추정되는 마을의 공동우물로 일반 우물보다 크다. 국가의 위기를 알리고 영험이 있는 전설을 마을 주민들은 현재도 믿고 있으며 매년 두 차례 치성을 드리고 있다.
마을의 결속과 난세를 알리는 상징성과 역사성을 지닌 우물로써 후대에 많은 보수가 있었으나 조선시대 우물의 원형을 대체로 유지하고 있어 우물 연구에 좋은 자료가 된다.

## 참고 문헌
- 증평 사곡리 우물 - 국가유산청 국가유산포털